# Ambía
Ambia (llamada oficialmente Santo Estevo de Ambía) es una parroquia española del municipio de Baños de Molgas, en la provincia de Orense, Galicia.

## Toponimia
La parroquia también es conocida por los nombres de San Esteban de Ambía y San Estevo de Ambía.

## Organización territorial
La parroquia está formada por diez entidades de población:
- A Acea
- O Calvario
- Fondodevila
- Outeiro
- Pazos
- As Penas
- Santa Eufemia
- Suatorre
- Vilameá
- O Viñal

## Demografía
| Gráfica de evolución demográfica de Ambía entre 2000 y 2022 |
|                                                             |
| Datos según el nomenclátor publicado por el INE.            |